# Khalīfeh Bāghī
Khalīfeh Bāghī (persiska: خلیفه باغی) är en ort i Iran.   Den ligger i provinsen Östazarbaijan, i den nordvästra delen av landet, 400 km nordväst om huvudstaden Teheran. Khalīfeh Bāghī ligger 1 115 meter över havet och antalet invånare är 254.
Terrängen runt Khalīfeh Bāghī är huvudsakligen kuperad, men åt sydväst är den platt. Runt Khalīfeh Bāghī är det ganska glesbefolkat, med 40 invånare per kvadratkilometer. Närmaste större samhälle är Tark, 12,2 km nordväst om Khalīfeh Bāghī. Trakten runt Khalīfeh Bāghī består i huvudsak av gräsmarker.